# مسجد العالم عباس بن فرناس (أبوجا)
مسجد العالِم عباس بن فرناس هو مسجد جامع يقع في مطار العاصمة النيجيرية أبوجا، يعد من أكبر المساجد في المدينة. أطلق على المسجد اسم عباس بن فرناس إحياء لذكرى العالم الأندلسي الذي عاش في القرن التاسع الميلادي (810 - 887)، والذي خلف إسهامات واكتشافات مهمة في مجال العلوم، كما اشتهرت اختراعاته المختلفة التي تشمل القبة السماوية وقلم حبر وآلة توقيت سماها "الميقاتة"، ويعتبره بعض المؤرخين بأنه أول من حاول الطيران.

## وصف وأهمية
يُعَدُّ هذا المسجد، الذي يقع بالقرب من الجناح الدولي لمطار أبوجا، رمزًا للتعاون الوثيق بين دولة قطر ونيجيريا في مجال دعم المبادرات الدينية والثقافية. وقد تم بناؤه بتمويل قطري وافتتحه سفير قطر في نيجيريا، علي بن غانم الهاجري، بحضور شخصيات بارزة، من بينها رئيس هيئة الأوقاف ونائب سلطان المسلمين، رئيس المجلس الأعلى للشؤون الإسلامية في نيجيريا، إلى جانب عدد من المسؤولين والدبلوماسيين. 

يمثل مسجد ابن فرناس المسجد إضافة معمارية بارزة، إذ تم تشييده وفقًا للطراز الإسلامي الأصيل، جامعًا بين الجمال الروحي والفني. وبفضل سعته التي تتسع لحوالي 1,500 مصلٍ مع إمكانية التوسعة، أصبح من أهم المعالم الإسلامية الحديثة في العاصمة النيجيرية أبوجا. كما يوفر المسجد بيئة مناسبة لإقامة الصلوات والأنشطة الدينية، ويعزز من التفاعل الثقافي بين المسلمين في نيجيريا.
تكمن أهمية مشروع المسجد في دوره في تعزيز العلاقات الثنائية بين دولة قطر ونيجيريا، إذ يعكس التزام قطر بدعم التنمية المجتمعية والدينية في الدول الشقيقة والصديقة. كما يسهم في توطيد أواصر التعاون الثقافي والديني بين البلدين، ما يفتح آفاقًا لمزيد من المبادرات المشتركة التي تدعم الاستقرار والتعايش السلمي في المجتمع النيجيري. ويحتوي المسجد على مرفق حيوي يخدم المصلين المسافرين وغير المسافرين على مدار الساعة. تقديراً لجهود العالم عباس بن فرناس في مجال الطيران، تم نصب لوحات حجرية في الساحة الأمامية للمسجد نقشت عليها إنجازات ابن فرناس في اللغات العربية والإنجليزية والهوسوية واليوروباوية ولغة الإيغبو (اللغات النيجيرية الرئيسية).